# Malá Skalice (Česká Skalice)
Malá Skalice (německy Klein Skalitz) je část města Česká Skalice v okrese Náchod. Rozkládá se na pravém břehu řeky Úpy (na severozápadě České Skalice). Prochází zde silnice I/33 a silnice II/304. Narodil se zde Jindřich Vlček. Malá Skalice je také název katastrálního území o rozloze 2,63 km².

## Historie
Patrně v polovině 13. století vznikla na vyvýšenině pravého břehu Úpy tvrz nazývaná Skalička neboli Malá Skalice. Později byl nedaleko vystavěn farní kostel, prvně připomínaný v roce 1350. Malá Skalice zůstala samostatná až do konce 16. století, kdy připadla pod zámek Náchodský. Těžké chvíle prožívala osada za třicetileté války a také za slezských válek v 18. století. Nejinak tomu bylo za Rakousko-pruské války v roce 1866.

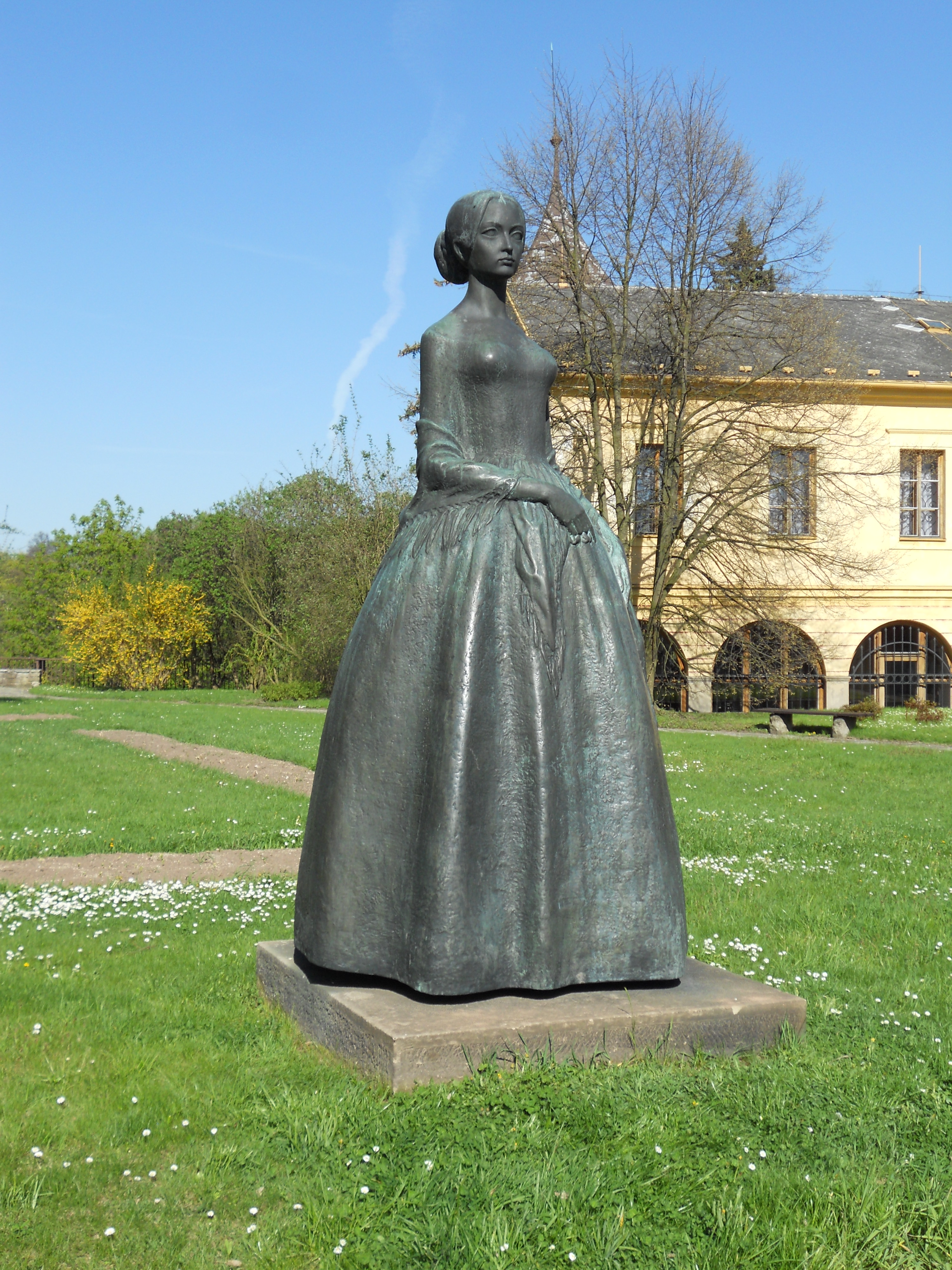
Pomník Barunky Panklové

### Prusko-rakouská válka
Dne 28. června 1866 po druhé hodině odpolední začaly místy Malé Skalice ustupovat jednotky rakouského armádního sboru, které utrpěly před Českou Skalicí porážku od pruské armády. Směrem na Jaroměř se nejprve stahovaly, bojem nedotčené, dva pěší pluky brigády generálmajora Schulze a prapor polních myslivců, které spořádaně přešly přes řeku Úpu po mostě u kláštera a lávce pod pivovarem.
Za Schulzovou brigádou již v tísni prchaly zbytky brigád generálmajora Fragnerna a plukovníka Kreysserna. V následném zmatku se mnoho rakouských vojáků vrhlo z příkrých břehů k Úpě, kde v rozvodněné řece našli smrt. K tomuto však nemuselo vůbec dojít, kdyby sborové velitelství provedlo důkladný průzkum terénu a počítalo s eventuálním ústupem těmito místy.
Bojem vysílení Prusové ustupující nepronásledovali a pouze vyslali dva pluky, aby postupovali za Rakušany k Jaroměři. U statku knížete Viléma ze Schaumburg-Lippe v Malém Třebešově se však obě pruské jednotky obrátily zpět ke Skalici, protože byly zasaženy dělostřeleckou palbou rakouské baterie, postavené na výšinách u Velkého Třebešova a kryjící své ustupující jednotky.

### Textilní průmysl a muzeum
V roce 1837 byla v Malé Skalici dvěma slezskými podnikateli Friedrichem Eduardem von Löbbeckem a Hermannem Dietrichem Lindheimem zbudována nejstarší přádelna bavlny ve východních Čechách. Hlavní budova byla čtyřpatrová, na níž byla napojena kotelna s komínem. Provoz byl zahájen v roce 1838. Stroje přádelny byly poháněny nejprve vodním pohonem, později parním strojem. V továrně v polovině 19. století pracovalo ve dvousměnném provozu po 12 hodinách až 600 dělníků. Přádelna zaujímala svým objemem výroby i počtem dělníků přední místo nejen v Čechách, ale i v celé monarchii. V roce 1913 získal přádelnu Ladislav Bartoň z Dobenína, který ji změnil na velký textilní podnik. Po druhé světové válce v roce 1946 byla přádelna znárodněna, nějaký čas existovala pod názvem LINA a v roce 1958 byla začleněna do národního podniku TIBA jako závod 03 bavlnářských závodů ve Dvoře Králové. Po pádu komunismu v roce 1989 se národní podnik TIBA změnil v akciovou společnost. Jako většina textilních závodů měl v tehdejší době existenční problémy a v roce 2007 zkrachoval, čímž textilní průmysl v České Skalici zanikl.
Textilní muzeum a. s. TIBA, Dvůr Králové nad Labem bylo jediným českým muzeem specializovaným na historii textilní výroby. Jeho expozice a sbírky představovaly jedinečný soubor dokladů vývoje textilnictví, zvláště textilního tisku, v českých zemích i v zahraničí. Založeno bylo roku 1936 u příležitosti tehdy tzv.„Tekstilní a krajinské výstavy“ ve Dvoře Králové nad Labem. Mezi léty 1980-1990 byla sbírka instalována do budovy rekonstruovaného kláštera v České Skalici. V letech 1987-1990 byla vybudována a v květnu 1990 zpřístupněna rozsáhlá muzejní expozice, která se věnovala rukodělné i průmyslové textilní výrobě, tradicím bavlnářské výroby a historii textilních tiskáren ve východních Čechách. Pozdější expozice byla zařízena dílnami modrotiskaře, vzorkaře a rytce tiskacích válců, provozuschopných, tkalcovský stav, perotina, válcový tiskací stroj a stůl pro mechanizovaný filmový tisk. Provozovatelem muzea se v roce 2008 stalo Uměleckoprůmyslové museum v Praze, které většinu exponátů v roce 2016 přemístilo do depozitáře v Praze-Stodůlkách. Menší část muzejní sbírky se v roce 2019 stala součástí Expozice textilního tisku ve Dvoře Králové.

## Pamětihodnosti

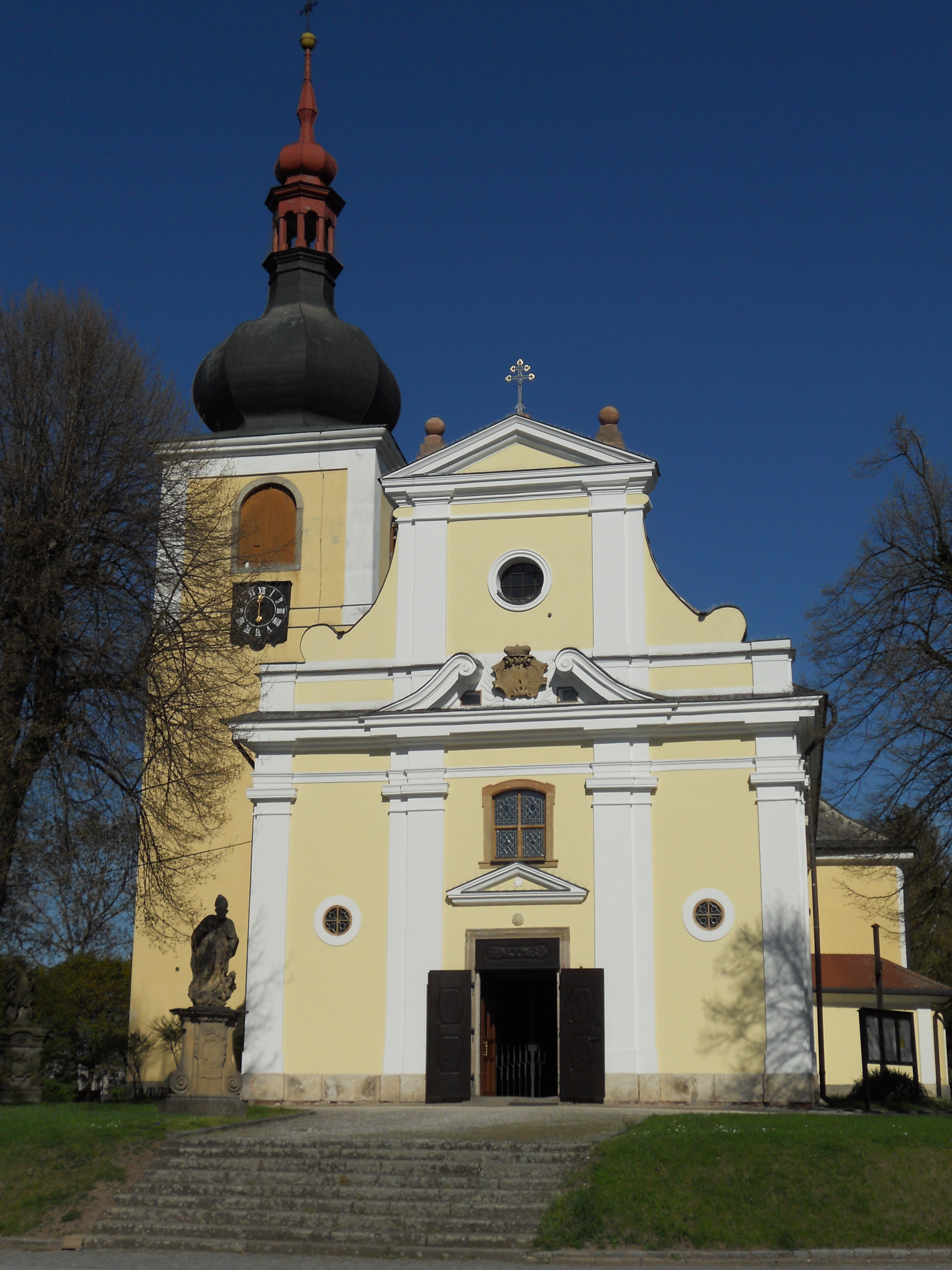
Kostel Nanebevzetí Panny Marie - Malá Skalice

### Areál kostela

#### Kostel Nanebevzetí Panny Marie
Barokní kostel Nanebevzetí Panny Marie je známý jako místo svatby Barunky Panklové (Boženy Němcové) s Josefem Němcem, kteří zde byli oddáni 12. září 1837. Barunčini rodiče zde měli svatbu 7. srpna 1820.
Původně v těchto místech stávala kaple z roku 1350. Dnešní barokní podobu získal kostel rozsáhlou přestavbou v roce 1725. Věž kostela byla postavena v roce 1715. Uvnitř stavby může obdivovat pozoruhodné řezbářské dílo Nanebevzetí Panny Marie, umístěné na hlavním oltáři, od Severína Stolaře z roku 1732. Vzácnou památkou je také cínová křtitelnice z roku 1490, s nejstarším dochovaným záznamem jména Česká Skalice. Prusko-rakouskou válku připomínají dělové koule, v omítce na věži a na průčelí kostela, železný kříž a pamětní desky důstojníků padlých v této válce.
V okolí této církevní stavby býval hřbitov, který byl zrušen v roce 1891, nynější českoskalický hřbitov se nachází v klidné severní části Malé Skalice. Při severozápadní zdi kostela je zde zachováno několik hrobů, v nichž odpočívají například národní buditel a literát páter Josef Myslimír Ludvík a zakladatel jiřinkových slavností páter Josef František Hurdálek, a nalézá se tu také hromadný hrob 24 rakouských a 12 pruských vojáků označený typovým křížem.

#### Stará fara
Jednopatrová zděná budova se šindelovou valbovou střechou a vnějším dvouramenným zděným schodištěm je projevem lidového baroka. Od počátku 19. století sloužila za obydlí duchovním ve výslužbě. V první polovině 19. století zde bydleli dva významní buditelé: páter František Hurdálek a páter Josef Myslimír Ludvík, proslulý kronikář Náchodska. Jejich jména jsou uvedena na pamětní desce v průčelí fary. 

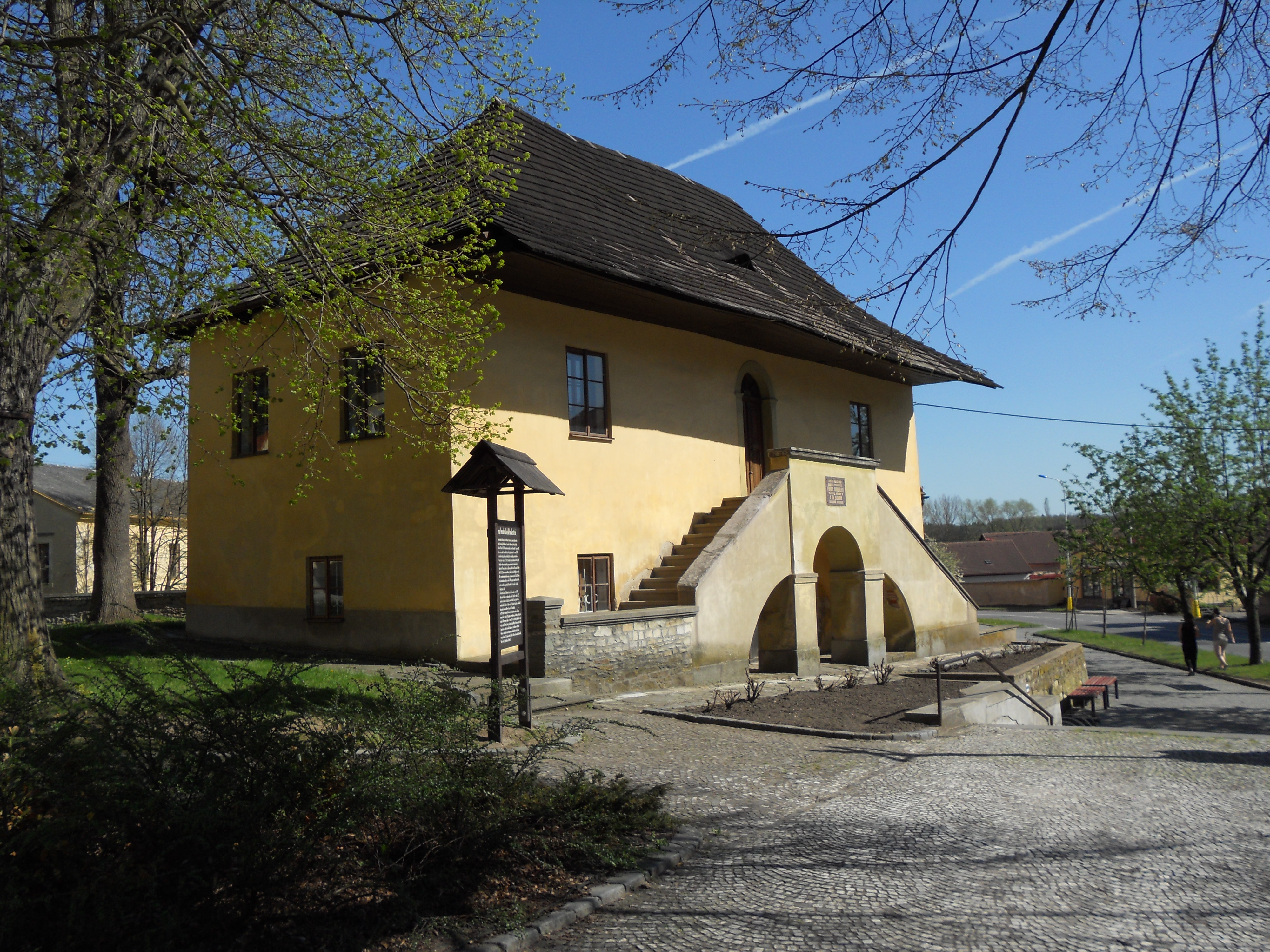
Stará fara - Malá Skalice

#### Sochy
Roku 1918 byla z českoskalického náměstí ke kostelu přemístěna rokoková plastika ztvárňující sv. Jana Nepomuckého z pražské Platzerovy dílny vyrobená roku 1744. K této soše roku 1970 přibyly další dvě plastiky: svatý Donát a svatý Florián, které pocházejí z dílny Matyáše B. Brauna a jeho žáků.

#### Maloskalická tvrz

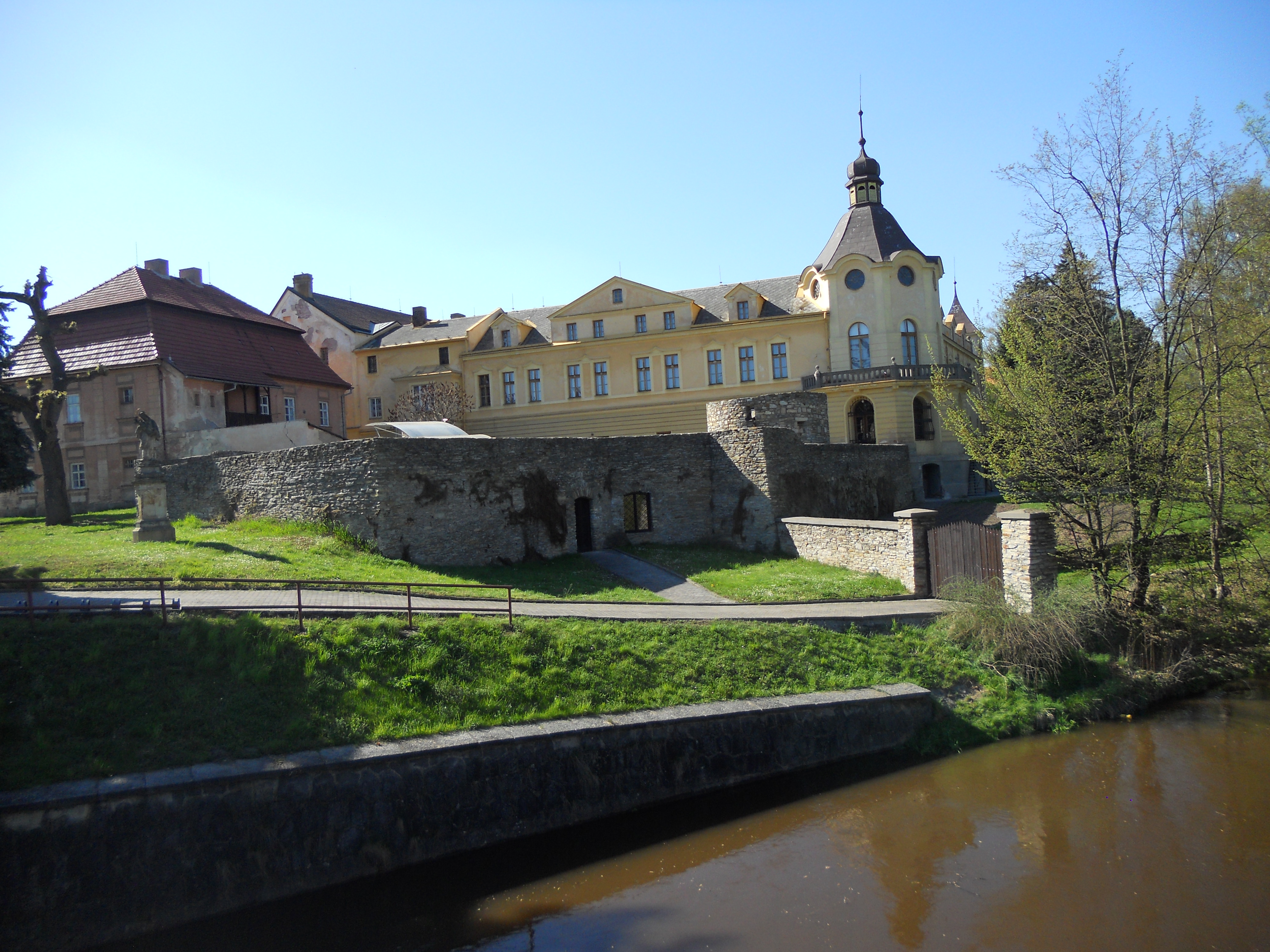
Maloskalická tvrz a muzeum

Maloskalická tvrz Byla vybudována pod názvem Skalička za vlády Přemysla Otakara I. ve 13. století z důvodů ochrany důležité křižovatky kladské a úpské stezky.[zdroj⁠?!] Při archeologickém průzkumu v letech 1980–1988 byly odkryty základy bývalých hradeb a kruhovitá sklepní část mohutné věže, které byla při následné rekonstrukci vyzděna nad povrch. Nyní zde je expozice o historii tvrze a pořádají se výstavy jiřin.

### Muzejní areál

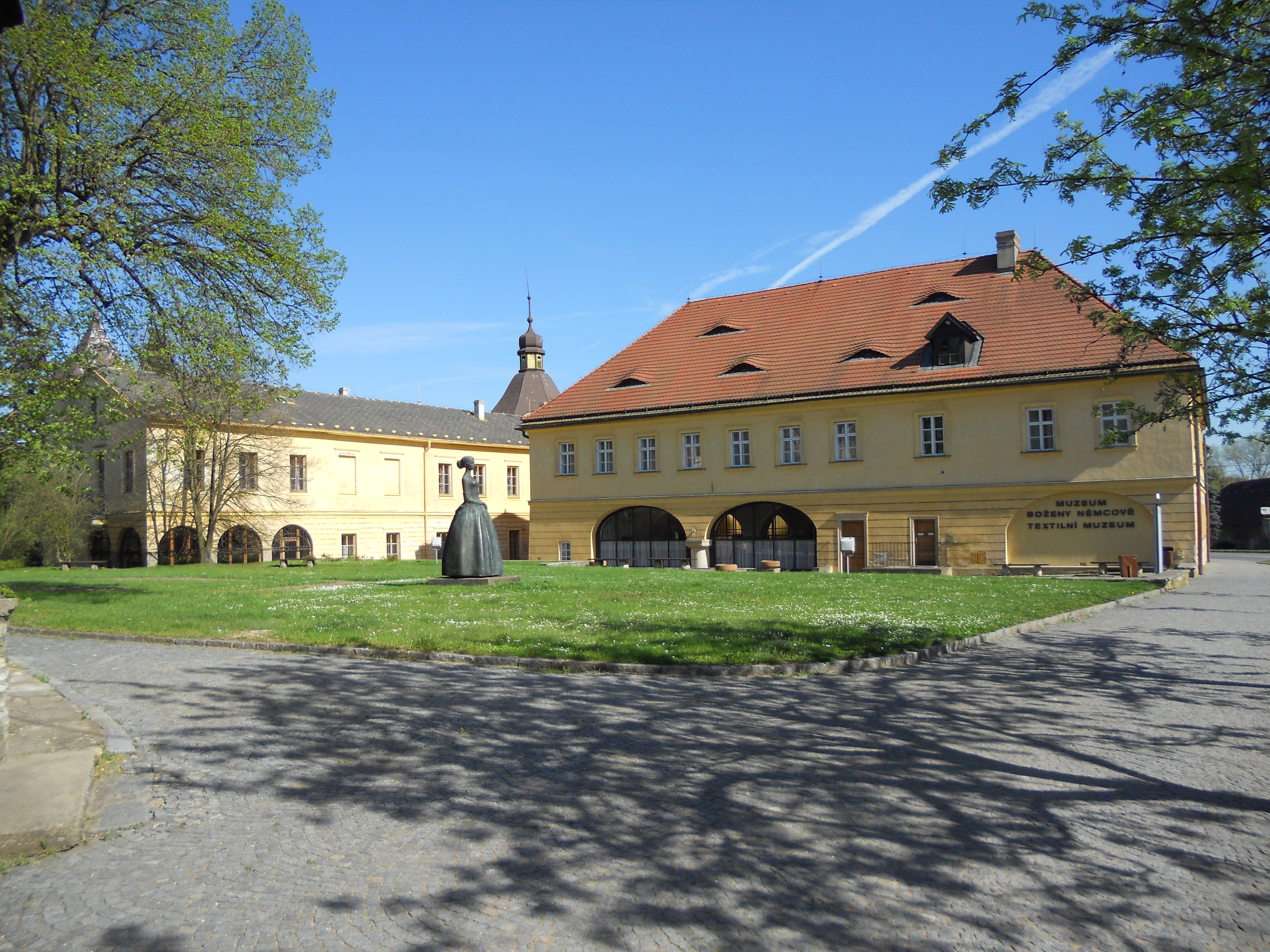
Muzejní areál – Muzeum Boženy Němcové a Textilní muzeum

#### Historie
Roku 1836 postavil Josef Steidler nad kočárovnou svého hostince U Bílého lva v Malé Skalici sál a spolu s nadšenými vlastenci a pěstiteli jiřinek ho zasvětil obrozeneckým slavnostem těchto květin. Ve dnech 13. a 14. září se zde konaly první slavnosti jiřinek – výstava květů a jiřinkový bál. Královnou plesu se tehdy stala ještě neznámá Barbora Němcová, která dva dny předtím měla svatbu v sousedním kostele a svatební hostinu ve Steidlerově hostinci.
Budova Steidlerova hostince, původně zájezdní hospoda U Bílého lva, byla postavená roku 1824 Josefem Steidlerem na rozvalinách maloskalické tvrze. Díky rozvoji železniční dopravy pozbyl hostinec svého významu a byl prodán řádu voršilek a následně byla hospoda přestavěna a přeměněna v klášter s německým výchovným ústavem. Roku 1919 klášter koupil továrník Zdenko Böhm, který dal budově muzea dnešní podobu, a v roce 1945 byl všechen jeho majetek znárodněn.

#### Muzeum Boženy Němcové
Původní Českoskalické Městské muzeum bylo založeno 1902. Shromažďovalo a uchovávalo převážně lokální památky: zbraně, archiválie, národopisné sbírky, doklady archeologické a jiné vlastivědné sbírky. Po zakoupení pozůstalosti Boženy Němcové od její dcery Dory v roce 1919 se zájem muzea začal soustřeďovat na osobnost a dílo velké krajanky. V květnu 1931 bylo ve staré radnici na náměstí slavnostně otevřeno první české literární muzeum – Muzeum Boženy Němcové. A u příležitosti 100. výročí spisovatelčina úmrtí v roce 1962 byla pod záštitou UNESCO provedena rozsáhlá rekonstrukce historického Steidlerova hostince U Bílého lva v Malé Skalici a do jeho prostor bylo přemístěno muzeum i s literárním archivem a knihovnou a vybudována moderní expozice.
Expozice: Život a dílo Boženy Němcové, Jiřinkový sál, galerie obrazů Julie Wintrové-Mezerové a Josefa Vondráčka.

#### Výstava jiřin a Jiřinkové slavnosti

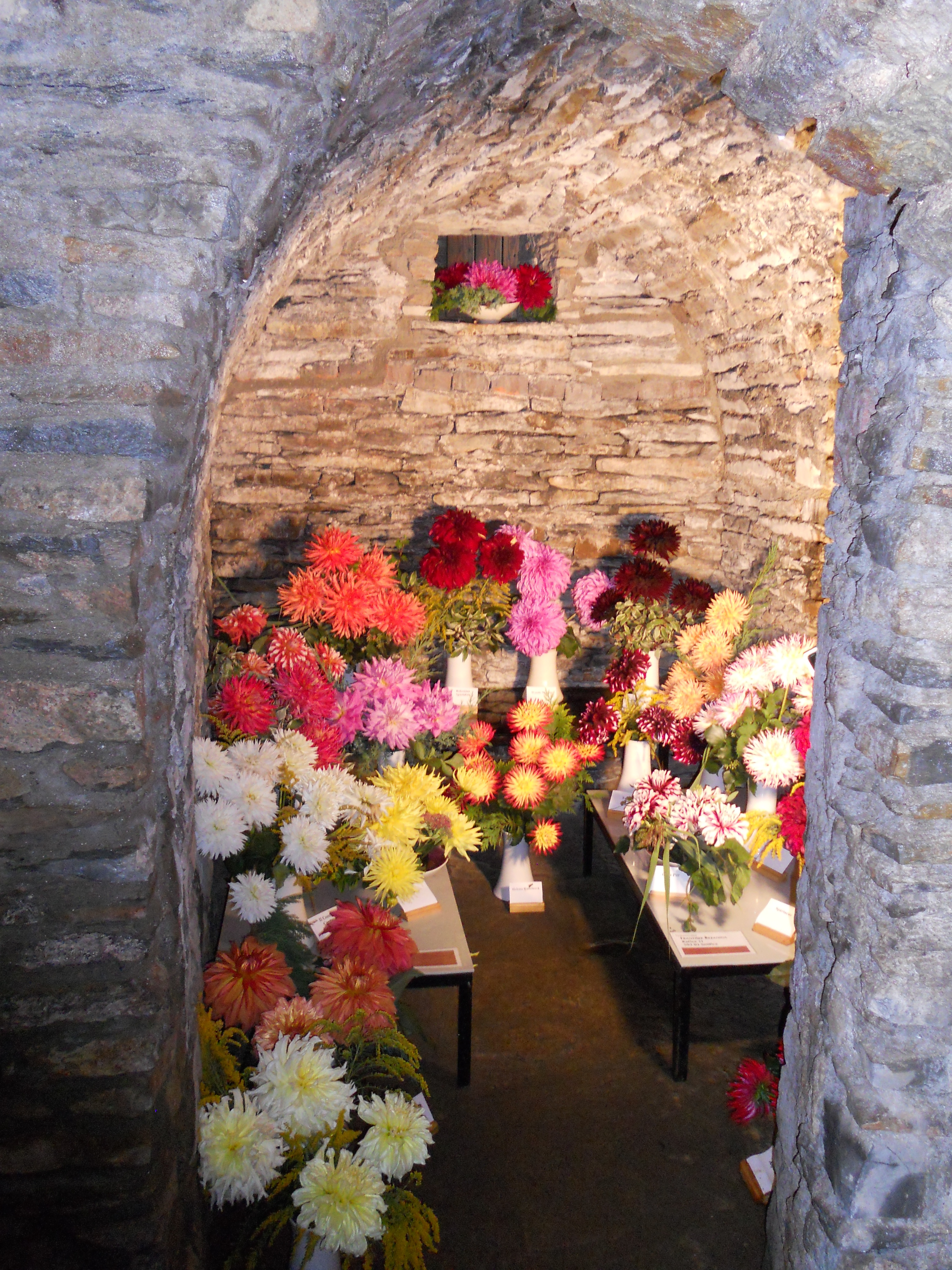
Výstava jiřin

Slavnosti jiřinek se konaly každoročně do roku 1837 do 1847. Výstava spojená s Jiřinkovým bálem se stala postupem času tradiční součástí českoskalického kulturního života. Navštěvovali je pravidelně dramatik Václav Kliment Klicpera, nakladatel Jan Hostivít Pospíšil, přírodovědec Josef František Smetana a další osobnosti českého národního života. Třetího jiřinkového plesu se zúčastnil mladý Bedřich Smetana a v upomínku na milé chvíle zde prožité složil Jiřinkovou polku. Roku 1840 přijel do České Skalice Ľudovít Štúr, představitel slovenského národního obrození. Božena Němcová se slavností zúčastní podruhé až v roce 1844 v doprovodu svého lékaře a rádce Josefa Čejky.
Dnešní výstavy jsou součástí Jiřinkových slavností prezentující výsledek práce českých a moravských pěstitelů, a to vždy v září. Kromě výstavy řezaných květů a vzorkových výsadbových polí, u nichž probíhá objednávkový prodej, si mohou příchozí vychutnat minimálně dvě hudební produkce i bezplatné prohlídky expozic a příležitostných výstav.

#### Pomník Barunky Panklové
V parku areálu upoutá pozornost původní Pomník Barunky Panklové. Autorkou tohoto pomníku je sochařka Marie Uchytilová-Kučová. Bronzový pomník sedmnáctileté Barunky Panklové byl do parku umístěn v roce 1970.

## Stezky a trasy
Malou Skalicí prochází hned několik naučných stezek, turistických tras a cyklotrasa.

### Cyklotrasa č. 4018
Cyklotrasa č. 4018 neboli okruh Boženy Němcové. Jedná se o trasu dlouhou 35 km, střední obtížnosti, většinou po zpevněném povrchu a asfaltu.

### Naučná stezka Babiččino údolí
Do východní části katastrálního území zasahuje národní přírodní památka Babiččino údolí, kterým vede stejnojmenná naučná stezka. Tato naučná stezka vede od Barunčiny školy okolo maloskalického muzejního areálu do Babiččina údolí, kolem ratibořických památek a končí v altánku Rýzmburk. Měří 7,5 km, má 18 naučných tabulí a 5 přírodovědných zastávek, v provozu je od dubna do října.

### Naučná stezka Po stopách erbu zlatého třmene
Jedná se o úplně novou stezku, která vznikla v rámci projektu Stezky za poznáním. Stezka Po stopách erbu zlatého třmene je dlouhá 18 km a kopíruje středověké osídlování regionu. Turisté projdou trasu: Tvrz Malá Skalice – Ratibořice – Vízmburk – Červená Hora – Rýzmburk, seznámí se s kolonizací severovýchodních Čech a proměnou krajiny a představí se jim ne každému známý rod Švábeniců, Načeradicové anebo Rod erbu zlatého třmene.